# 정이세
정이세(1982년 10월 18일 ~ )는 대한민국의 전직 축구 선수로 재일 조선인 출신 전직 축구 선수이자 현 방송인인 정대세의 친형이기도 하며 현역 시절 내셔널리그의 충주 험멜과 J2리그의 FC 기후 등에서 골키퍼로 활동했다.

## 선수 시절
2008년 내셔널리그의 충주 험멜에 입단했으나 별다른 활약을 보이지 못한 채 입단 1년만에 방출당했고 그 후 2010년 일본 J2리그의 FC 기후로 이적했지만 이적 후 활동 기록이 전무하며 결국 2017년 선수 은퇴한 것으로 추정된다.